# Stearman Hammond Y-1
De Stearman-Hammond Y-1 was een Amerikaanse laagdekker uit 1930, gebouwd door de Stearman-Hammond Aircraft Corporation. Opmerkelijk in het ontwerp waren de dubbele staart en de duwpropeller. De KLM heeft van 1937-1939 een Y-1 met registratie (PH-APY) in bezit gehad voor trainingsdoeleinden.

## Ontwerp en ontwikkeling

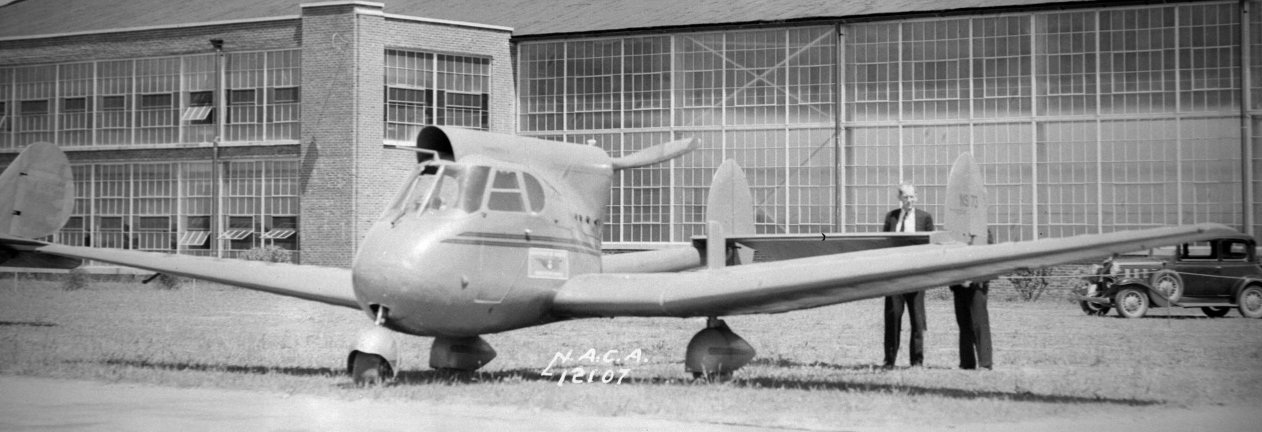
Y-1 gereed voor een testvlucht

Rond 1930 ontwierp Dean Hammond de Hammond Model Y-1. Hammond werkte vervolgens samen met de vliegtuigontwerper Lloyd Stearman om het ontwerp nader uit te werken. Samen richtten zij in 1936 de Stearman-Hammond Aircraft Corporation op teneinde de Stearman-Hammond Y-1 in productie te nemen. Het eerste exemplaar was uitgerust met een 93 pk Menasco C-4 zuigermotor die een duwpropeller aandreef. Aangezien de prestaties met deze motor niet indrukwekkend waren werd er later een grotere 150 pk Menasco C-4S in geplaatst. Het vliegtuig was bedoeld om eenvoudig te kunnen besturen, zodat deze geschikt zou zijn voor een grote markt. Door de relatief hoge prijs zijn er echter uiteindelijk slechts 20 van gebouwd.

## Geschiedenis

Amelia Earhart in een Stearman Hammond Y-1

In 1934 hield het Amerikaanse Bureau voor de Burgerluchtvaart een ontwerpcompetitie voor een veilig en praktisch vliegtuig dat omstreeks $700 mocht kosten. In 1936 kwam Stearman-Hammond Y-1 als winnaar uit de bus. De fabrieksprijs kwam uiteindelijke met $3000 veel hoger uit dan de oorspronkelijk bedoelde $700. Mede hierdoor en de magere vliegprestaties werd de Stearman geen groot verkoopsucces. De KLM kocht in 1937 één Y-1 om haar piloten te trainen op een toestel met driepuntslandingsgestel met neuswiel.